# Auguste-Viktoria-Stiftung

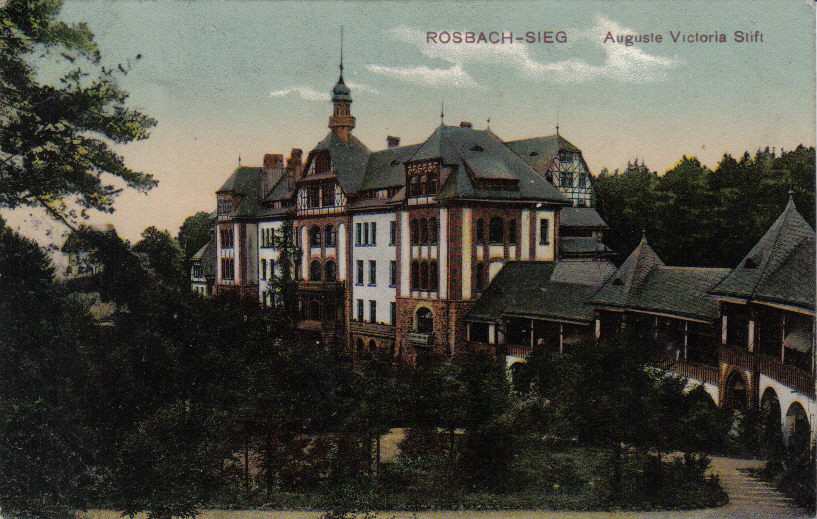
Das ehemalige Waldkrankenhaus

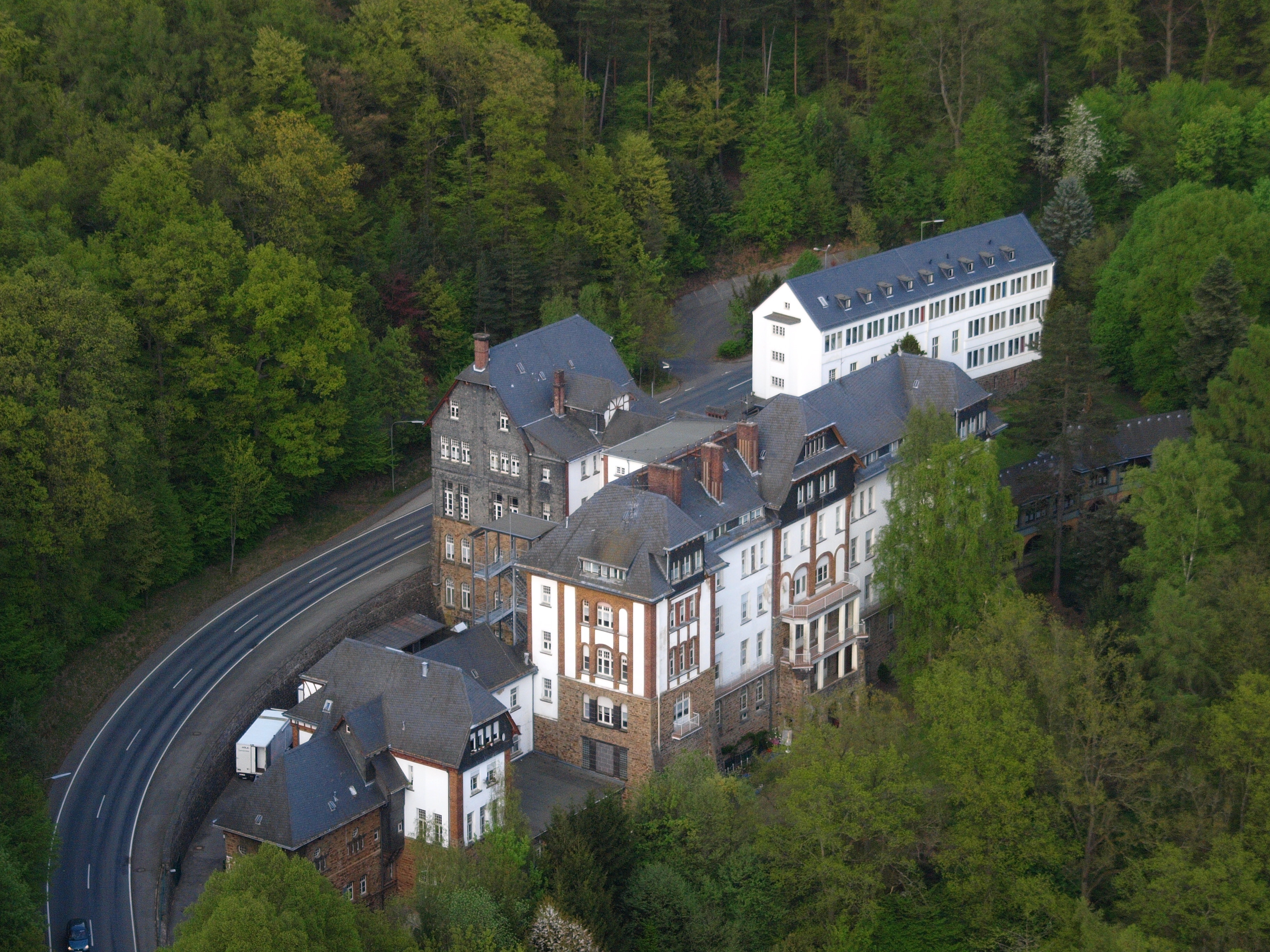
Rosbach, Waldkrankenhaus

Die Lungenheilstätte der Auguste-Viktoria-Stiftung war eine Einrichtung der Stadt Köln in Rosbach (Sieg), das heute zu Windeck gehört. Die Stiftung war benannt nach Kaiserin Auguste Viktoria, der Ehefrau Kaiser Wilhelms II.
Die Heilstätte wurde 1900–1902 nach einem Entwurf des Kölner Baubeamten Johannes Baptist Kleefisch als eine der ersten Lungenheilstätten in Deutschland erbaut und am 13. September 1902 eröffnet. Sie diente der Behandlung von männlichen Tuberkulose-Kranken. Das später Waldkrankenhaus der Stadt Köln genannte Haus gehörte zu den Kliniken der Stadt Köln und war eine nichtoperative Akutklinik und Lungenfachklinik.
Zum 30. April 2002 verließen die letzten Patienten das Krankenhaus. Eine Weiterführung als forensische Klinik wurde danach kurzzeitig diskutiert, die unter Denkmalschutz stehende Anlage blieb jedoch längerfristig ungenutzt.